# Inwood
Pour les articles homonymes, voir Inwood (homonymie).
Inwood est le quartier le plus au nord de l'île de Manhattan à New York. Il ne s'agit pas cependant de la zone la plus septentrionale de l'arrondissement de Manhattan, qui inclut également une petite portion du continent, connue sous le nom de Marble Hill. 
Inwood, situé au nord de Washington Heights, est délimité par la Harlem River au nord et à l'est, Fairview Avenue au sud et l'Hudson à l'ouest. Son artère principale est Broadway, et le centre commerçant se trouve autour de Dyckman Street. Inwood constitue un quartier résidentiel excentré, plus proche du comté de Westchester que du Midtown. Durant une grande partie du XXe siècle, ses habitants étaient majoritairement d'origine irlandaise, mais on trouve maintenant surtout des Dominicains. Inwood Hill Park, au bord de l'Hudson, est un parc urbain qui comporte des grottes utilisées par les indiens Lenapes avant l'arrivée des européens, ainsi que les derniers marais salants de Manhattan, où l'on peut observer des oiseaux migrateurs. L'achat légendaire de New York aux Lenapes s'est probablement passé dans ce qui est maintenant devenu le quartier d'Inwood.